# Иткуч
Иткуч — село в Турочакском муниципальном районе Республики Алтай России. Относится к Курмач-Байгольскому сельскому поселению. 

## География
Стоит на правом берегу реки Клык.
Населённый пункт окружён тайгой смешанного типа.

## Население
| 2010 | 2011 | 2012 | 2013 | 2014 | 2015 | 2016 |
| ---- | ---- | ---- | ---- | ---- | ---- | ---- |
| 0    | →0   | →0   | →0   | →0   | →0   | →0   |